# Instituto Cultural Brasileño Norteamericano
El Instituto Cultural Brasileño Norteamericano (ICBNA) es un centro cultural binacional cuyo objetivo es promover y divulgar la cultura estadounidense en Río Grande del Sur y Brasil. Fue fundado en 1938 como parte de una política de los Estados Unidos de imponer su liderazgo a los demás países de América. El primero en ser creado fue el Instituto Cultural Argentino Norteamericano (Buenos Aires, 1927), seguido por el Instituto Cultural Peruano Norteamericano (Lima, 1938) y por el Instituto Chileno Norteamericano (Santiago de Chile, 1938).